# Mlatiharjo (Semarang Timur)
Mlatiharjo is een bestuurslaag in het regentschap Semarang van de provincie Midden-Java, Indonesië. Mlatiharjo telt 5540 inwoners (volkstelling 2010).